# Johannes Tomasoni de Concordia
Johannes Tomasoni de Concordia (též italsky Giovanni Tomasoni de Concordia, 8. října 1724 Praha – 1765 Vídeň) byl původem italský voják, matematik, univerzitní pedagog a vojenský architekt narozený a působící v Habsburské monarchii.

## Životopis

### Mládí
Narodil se v Praze v rodině italského původu jako potomek starého benátského rodu, který se v 16. století usadil v Čechách. Ve čtrnácti letech nastoupil ke studiu filozofie na Ferdinandovu univerzitu v Praze, vedenou jezuitským řádem. Kvůli sporům s vedoucími duchovními na univerzitě i se svým otcem, částečně ovlivněn studiem filozofických spisů, se rozhodl studium ukončit a stát se vojákem. Nadále se sám vzdělával v matematice.   

### V armádě
Roku 1742 byl povýšen a v nižší důstojnické hodnosti se zapojil do bojů válek o rakouské dědictví v bojích proti armádě Francouzského království. Vyznamenal se statečností v boji a se svou malou jednotkou byl schopen zajmout francouzského štábního důstojníka, kterého bezpečně dopravil do Chebu, což mu vyneslo povýšení na poručíka. Následně vstoupil do zahraničního vojska císařské armády, roku 1747 se pak nechal najmout jako žoldnéř dělostřelectva Janovské republiky. Po skončení konfliktu v Itálii se roku 1750 vrátil do rodné Prahy, kde se podrobil zeměměřičským zkouškám a poté nastoupil do funkce královského zeměměřiče.   

### Ve Vídni
V roce 1756 potom odešel do Vídně, kde se díky svým schopnostem stal roku 1758 profesorem matematiky na Savojské rytířské akademii. Jeho pověst dobrého matematika se rychle rozšířila a získal řadu talentovaných studentů. Současně také vyučoval civilní architekturu, optiku a perspektivu na k. k. Akademii malířů a sochařů ve Vídni.    
Jako bývalý voják se s velkým zápalem věnoval studiu městských a polních opevnění a vyráběl jejich modely z hlíny či dřeva. Vynalezl také důmyslné ženijní zařízení, s jehož pomocí by armádní jednotky snadno překonaly řeku. Za přítomnosti několika generálů a dalších odborníků byl test úspěšně proveden na Dunaji. Samotné zařízení bylo následně uchováváno v Císařské zbrojnici ve Vídni. Další vynález, o kterém sám prohlásil, že dokáže zdolat jakoukoli pevnost, aniž by na ni vystřelil, byl prý představen pouze několika vysoce postaveným vojákům.    
Byl autorem několika odborných děl z oblasti matematiky, optiky, válečné strategie a architektury.   

### Úmrtí
Zemřel roku 1765 ve Vídni ve věku 41 let. Patrně zde byl také pohřben.